# Augustin Reding (Unternehmer)

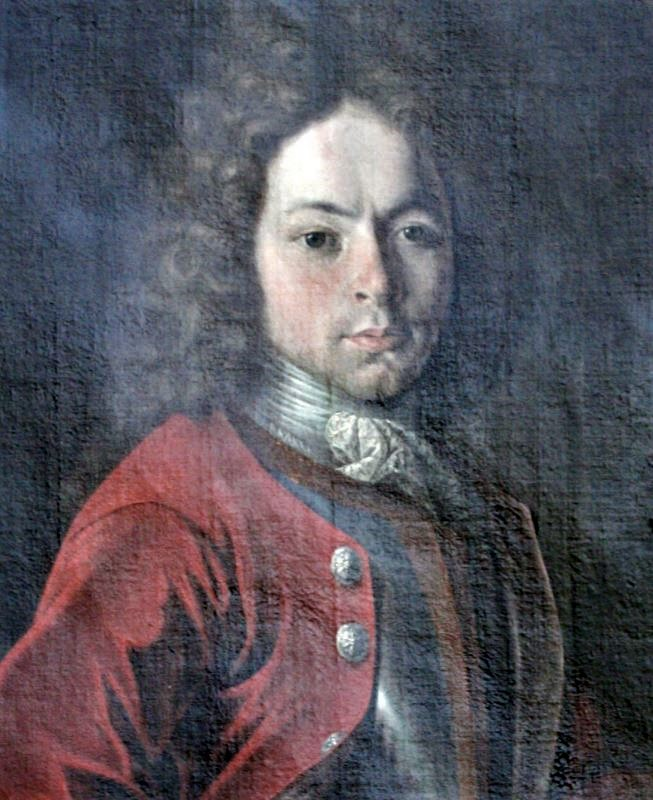
Augustin Reding

Augustin Reding, auch Josef Augustin Reding (* 6. August 1687 in Schwyz, Schweiz; † 19. März 1772 ebenda), war ein Schweizer Unternehmer und Politiker.

## Leben
Augustin Reding wurde als Sohn des Josef Dietrich, fürstäbtlicher sankt-gallischer Obervogt, und der Maria Theresia in Schwyz geboren. Er stammte aus einem Geschlecht von Soldunternehmern und wurde 1712 Gesandter der Vogtei in Bellinzona und von 1724 bis 1726 Landvogt im Gaster. Er war Ratsherr zu Schwyz, Zeugherr, Landesfürsprech, Landesschützenmeister und von 1745 bis 1747 Landesstatthalter und Kollator der Pfarrkirche Galgenen.
Als einer der wenigen frühen Unternehmer in Schwyz gründete er um 1728 einen Verlag zur Fabrikation von Florettseidengarn in Schwyz. Damit war auch im Kanton Schwyz die Textilindustrie, hier die Verarbeitung von Seide, die Schrittmacherin der Industrialisierung. Mit der Einführung der Seidenindustrie in Heimarbeit wurde Reding zum «Stammvater» der Schappeverarbeitung und ersten Grossindustriellen der Innerschweiz.
1730 erteilte die Republik Gersau dem Landschreiber Sebastian Melchior Rigert die Bewilligung, auf der Bachstatt am See Seide zu fäulen (Mazeration zerstört den Seidenleim) und zu waschen. Rigert war Fergger von Reding und handelte in dessen Auftrag. Das aus Italien stammende Rohmaterial wurde auf dem Seeweg von Flüelen her nach Gersau transportiert. So wurde Reding der eigentliche Begründer der Gersauer Seidenindustrie. Die Florettseidenindustrie entwickelte sich in Schwyz und Gersau rasch, und Reding konnte dieses Geschäft während 36 Jahren erfolgreich betreiben.
Reding plante die Errichtung einer Jesuitenniederlassung mit einer Schule in Schwyz, was 1758 wegen der Gegnerschaft der Kapuziner von einer aufgebrachten Landsgemeinde verweigert wurde. Er war der grösste Förderer des 1762/63 beschlossenen, durch den Harten- und Lindenhandel verzögerten Neubaus der Pfarrkirche St. Martin in Schwyz, an den er 37'200 Gulden spendete. Insgesamt soll er für kirchliche Stiftungen und wohltätige Zwecke über 80'000 Gulden vergabt haben. Reding hatte keine Nachkommen.